# Aroha Travé
Aroha Travé   (Terrassa, 1985) és una autora de còmics catalana. El seu estil beu del còmic underground, amb un dibuix que l'autora mateixa defineix com a «carregat i brut», hereu de la “línia xunga”.
Es va donar a conèixer el 2020 gràcies a l'èxit de la novel·la gràfica Carne de cañón, la qual fou premiada a la 39a edició de Comic Barcelona i lloada per la crítica, quedant finalista als premis de l'Associació de Crítics i Divulgadors del Còmic (ACDCòmic). El còmic, amb un punt autobiogràfic, és continuista amb la tradició underground de la revista El Víbora, de la qual Aroha havia sigut gran lectora en la adolescència, i relata les vivències de barri d'un grup de nens.
El 2024 el seu còmic Lila Maria Piernagorda fou recompensat amb el premi al millor fanzine de la 42a edició del Comic Barcelona.

## Premis i reconeixements
- 2021 - Premi a Autora revelació del 39è Festival Comic Barcelona per Carne de cañón (La Cúpula).[4]
- 2021 - Nominació al Premi al millor fanzine del 39è Festival Comic Barcelona per Grano de pus, juntament amb Rosa Codina.
- 2024 - Premi al millor fanzine del Comic Barcelona per Lila Maria Piernagorda.[3]

## Obra (selecció)
- Carne de cañón. La Cúpula, 2019
- Grano de pus, juntament amb Rosa Codina. Pus Comix, 2020
- Lila Maria Piernagorda. Pus Comix , 2023